# Новая Жизнь (Пензенская область)
Новая Жизнь — посёлок в Бессоновском районе Пензенской области России. Входит в состав Бессоновского сельсовета.

## География
Посёлок находится в центральной части Пензенской области, в пределах Сурско-Мокшанской возвышенности, в лесостепной зоне, на правом берегу ручья Сухая Речка (бассейн реки Суры), на расстоянии примерно 4 километров к юго-востоку от села Бессоновки, административного центра района. Абсолютная высота — 136 метров над уровнем моря.
Климат
Климат характеризуется как умеренно континентальный, с жарким летом и холодной продолжительной зимой. Средняя температура воздуха самого холодного месяца (января) составляет −12 °C; самого тёплого месяца (июля) — 20 °C. Годовое количество атмосферных осадков составляет около 500 мм. Снежный покров держится в среднем в течение 148 дней в году.

## История
Основан в начале 20-х годов XX века.

## Население
| 2010 |
| ---- |
| 53   |

Половой состав
По данным Всероссийской переписи населения 2010 года в гендерной структуре населения мужчины составляли 50,9 %, женщины — соответственно 49,1 %.
Национальный состав
Согласно результатам переписи 2002 года, в национальной структуре населения русские составляли 89 % из 97 человек.

## Инфраструктура
Действуют начальная школа и фельдшерско-акушерский пункт.

## Улицы
Уличная сеть посёлка состоит из трёх улиц:
- ул. Речная
- ул. Центральная
- ул. Школьная